# Lily Sullivan
Lily Sullivan, född 8 september 1993  i Brisbane, Queensland, är en australisk skådespelare.
Sullivan har bland annat medverkat i TV-serierna The Other Guy från 2019 och Barkskins från 2020. Hon har även medverkat i filmen Evil Dead Rise från 2023. Hon filmdebuterade 2012 i The Nanny (engelska Mental). Hon blev för denna nominerad till australiska filmkritikerpriset (FCCA) som "bästa unga skådespelare" .

## Filmografi (i urval)
- 2012 – The Nanny
- 2017 – Jungle
- 2018 – Picnic at Hanging Rock (TV-serie)
- 2019 – The Other Guy (TV-serie)
- 2020 – Barkskins (TV-serie)
- 2022 – Monolith
- 2023 – Evil Dead Rise
- 2024 – Lunacy
- 2024 – St. Denis Medical (TV-serie)
- 2026 – SOULM8TE